# Ben Fouchee
Ben Fouchee (Kathu, 4 augustus 1967) is een Zuid-Afrikaanse golfprofessional die actief is op de Sunshine Tour.

## Loopbaan
Fouchee begon zijn golfcarrière als een amateur en won hij enkele golftoernooien waaronder het South African Amateur Strokeplay Championship en het South African Amateur Matchplay Championship.
In 1988 werd Fouchee een golfprofessional en vanwege zijn debuut op de Southern Africa Tour (nu gekend als de Sunshine Tour) kreeg hij met de "Rookie of the Year" een golfprijs voor de beste nieuwkomer van het jaar. In diezelfde jaar won hij met de Kalahari Classic en behaalde hij zijn eerste profzege. In 1989 behaalde hij zijn tweede zege door de Transvaal Classic te winnen.

## Prestaties

### Amateur
- 1983: Amateur Springbok
- 1987: South African Amateur Strokeplay Championship, South African Amateur Matchplay Championship
- 1988: Amateur Springbok

### Professional
Sunshine Tour
- 1988: Kalahari Classic
- 1989: Transvaal Classic

Overige
- 1993: National Finance Brokers Challenge (Zuid-Afrika)

## Prijzen
- 1988: Rookie of the Year Award (Zuid-Afrika)